# Takashi Takabayashi
Takashi Takabayashi (高林 隆, Takabayashi Takashi, Saitama, 2 augustus 1931 – Saitama, 27 december 2009) was een Japans voetballer die als aanvaller speelde.

## Clubcarrière
In 1950 ging Takabayashi naar de Rikkyo University, waar hij in het schoolteam voetbalde. Nadat hij in 1954 afstudeerde, Takabayashi speelde voor Tanabe Pharmaceutical en Osaka SC.

## Japans voetbalelftal
Takashi Takabayashi debuteerde in 1954 in het Japans nationaal elftal en speelde 9 interlands, waarin hij 2 keer scoorde.

## Statistieken
| Japans voetbalelftal | Japans voetbalelftal | Japans voetbalelftal |
| Jaar                 | Wed.                 | Dlp.                 |
| -------------------- | -------------------- | -------------------- |
| 1954                 | 3                    | 2                    |
| 1955                 | 5                    | 0                    |
| 1956                 | 0                    | 0                    |
| 1957                 | 0                    | 0                    |
| 1958                 | 1                    | 0                    |
| Totaal               | 9                    | 2                    |